# A Christmas Kiss - Un Natale al bacio
A Christmas Kiss - Un Natale al bacio (A Christmas Kiss) è un film per la tv statunitense del 2011 diretto da John Stimpson.

## Trama
Wendy è un'aspirante designer di interni che lavora come segretaria e tuttofare di Priscilla Hall, un'arredatrice molto conosciuta, ma insensibile e severa.
Una sera, prima di uscire con le amiche Tressa e Caroline, Wendy si reca a casa di Priscilla per svolgere una commissione e scende in ascensore insieme a uno sconosciuto, con il quale scambia un bacio impulsivo quando l'ascensore inizia a precipitare.
Il giorno dopo la ragazza scopre che si tratta di Adam, il ricco fidanzato di Priscilla, ma lui non la riconosce perché Wendy in ascensore era molto truccata. L'uomo chiede a Priscilla di decorare e preparare casa sua per un'imminente raccolta fondi a scopo benefico, e Adam e Wendy hanno così l'opportunità di conoscersi meglio.

## Produzione
Le riprese si sono svolte a Richmond, nello stato della Virginia.

## Distribuzione
Negli Stati Uniti è stato trasmesso da Ion Television l'11 dicembre 2011.
In Italia è andato in onda il 20 dicembre 2014 su Sky Cinema e il 4 gennaio 2016 su Canale 5.